# ليدرز

غلاف ليدرز عدد سبتمبر 2011

ليدرز هي مجلة شهرية تونسية تصدر باللغة الفرنسية. أصدرها توفيق الحبيّب في جوان 2011 وتنشرها شركة بي آر فاكتوري التي يملكها.

## كُتابها
يكتب فيها عديد الشخصيات التونسية من مختلف الأطياف الفكرية والسياسية ومن بينهم:
- ألفة يوسف
- عبد الوهاب المدب
- هالة الباجي
- الشاذلي القليبي
- منصور معلى
- سعد الدين الزمرلي
- إلياس الجويني

## وصلات خارجية
- الموقع الرسمي
- موقع بي آر فاكتوري